# Georges Mantha
Georges Léon Mantha (né le 29 novembre 1907 à Lachine, dans la province de Québec au Canada - mort le 25 janvier 1990) est un joueur professionnel canadien de hockey sur glace qui évoluait en position de défenseur ainsi que d'ailier gauche. Membre des Canadiens de Montréal de la Ligue nationale de hockey (LNH) pendant douze saisons, il remporte avec eux la Coupe Stanley en 1930 et 1931. Son frère aîné Sylvio était également un joueur professionnel de hockey et a été intronisé au Temple de la renommée du hockey en 1960.

## Statistiques
| Saison     | Équipe                     | Ligue         |     | Saison régulière | Saison régulière | Saison régulière | Saison régulière | Saison régulière |   | Séries éliminatoires | Séries éliminatoires | Séries éliminatoires | Séries éliminatoires | Séries éliminatoires |
| Saison     | Équipe                     | Ligue         | PJ  | B                | A                | Pts              | Pun              | PJ               | B | A                    | Pts                  | Pun                  |                      |                      |
| 1925-1926  | Bell Téléphone de Montréal | MTRHL[Quoi ?] | 4   | 2                | 0                | 2                | 4                | -                | - | -                    | -                    | -                    |                      |                      |
| 1926-1927  | Bell Téléphone de Montréal | MTRHL         | 4   | 2                | 0                | 2                | 0                | -                | - | -                    | -                    | -                    |                      |                      |
| 1927-1928  | Bell Téléphone de Montréal | MTRHL         | 3   | 1                | 1                | 2                | 4                | -                | - | -                    | -                    | -                    |                      |                      |
| 1928-1929  | Université de Montréal     | MCHL          | 3   | 0                | 1                | 1                | 2                | -                | - | -                    | -                    | -                    |                      |                      |
| 1928-1929  | Bell Téléphone de Montréal | MTRHL         | 4   | 1                | 1                | 2                | 14               | -                | - | -                    | -                    | -                    |                      |                      |
| 1928-1929  | Canadiens de Montréal      | LNH           | 21  | 0                | 0                | 0                | 8                | 3                | 0 | 0                    | 0                    | 0                    |                      |                      |
| 1929-1930  | Canadiens de Montréal      | LNH           | 44  | 5                | 2                | 7                | 16               | 6                | 0 | 0                    | 0                    | 8                    |                      |                      |
| 1930-1931  | Canadiens de Montréal      | LNH           | 44  | 11               | 6                | 17               | 25               | 10               | 5 | 1                    | 6                    | 4                    |                      |                      |
| 1931-1932  | Canadiens de Montréal      | LNH           | 48  | 1                | 7                | 8                | 8                | 4                | 0 | 1                    | 1                    | 2                    |                      |                      |
| 1932-1933  | Canadiens de Montréal      | LNH           | 43  | 3                | 6                | 9                | 10               | -                | - | -                    | -                    | -                    |                      |                      |
| 1933-1934  | Canadiens de Montréal      | LNH           | 44  | 6                | 9                | 15               | 12               | -                | - | -                    | -                    | -                    |                      |                      |
| 1934-1935  | Canadiens de Montréal      | LNH           | 42  | 12               | 10               | 22               | 14               | 2                | 0 | 0                    | 0                    | 4                    |                      |                      |
| 1935-1936  | Canadiens de Montréal      | LNH           | 35  | 1                | 12               | 13               | 14               | -                | - | -                    | -                    | -                    |                      |                      |
| 1936-1937  | Canadiens de Montréal      | LNH           | 47  | 13               | 14               | 27               | 17               | 5                | 0 | 0                    | 0                    | 0                    |                      |                      |
| 1937-1938  | Canadiens de Montréal      | LNH           | 47  | 23               | 19               | 42               | 12               | 3                | 1 | 0                    | 1                    | 0                    |                      |                      |
| 1938-1939  | Canadiens de Montréal      | LNH           | 25  | 5                | 5                | 10               | 6                | 3                | 0 | 0                    | 0                    | 0                    |                      |                      |
| 1939-1940  | Canadiens de Montréal      | LNH           | 42  | 9                | 11               | 20               | 6                | -                | - | -                    | -                    | -                    |                      |                      |
| 1940-1941  | Canadiens de Montréal      | LNH           | 6   | 0                | 1                | 1                | 0                | -                | - | -                    | -                    | -                    |                      |                      |
| 1940-1941  | Eagles de New Haven        | LAH           | 49  | 16               | 15               | 31               | 8                | -                | - | -                    | -                    | -                    |                      |                      |
| 1941-1942  | Lions de Washington        | LAH           | 50  | 18               | 25               | 43               | 4                | -                | - | -                    | -                    | -                    |                      |                      |
| 1942-1943  | Lions de Washington        | LAH           | 19  | 2                | 2                | 4                | 4                | -                | - | -                    | -                    | -                    |                      |                      |
| Totaux LNH | Totaux LNH                 | Totaux LNH    | 488 | 89               | 102              | 191              | 148              | 36               | 6 | 1                    | 7                    | 24                   |                      |                      |

## Transactions
- 9 octobre 1941 : échangé aux Lions de Washington par les Canadiens de Montréal en retour d'argent.

## Trophées et honneurs personnels
- Ligue nationale de hockey
  - Champion de la Coupe Stanley 1930 et 1931 avec les Canadiens de Montréal
  - Retenu pour les Matchs des étoiles 1937 et 1939
- Ligue américaine de hockey
  - Nommé dans la seconde équipe d'étoiles 1941